# Wiktorija Onoprijenko
Wiktorija Maksymiwna Onoprijenko (ukrainisch Вікторія Максимівна Онопрієнко; * 18. Oktober 2003 in Kiew) ist eine ukrainische Rhythmische Sportgymnastin.

## Werdegang
Onoprijenko wurde am 18. Oktober 2003 in Kiew geboren und begann im Alter von vier Jahren mit der Rhythmischen Sportgymnastik. Sie versuchte sich auch drei Monate lang im Eiskunstlauf. Ihre Eltern sind beide Zahntechniker.
2018 startete Onoprijenko bei den Jugend-Europameisterschaften in Guadalajara und gewann gemeinsam mit der Turnerin Christina Pohranitschna und der ukrainischen Seniorengruppe Silber im Team-Wettkampf.
Onoprijenko nahm 2019 an ihrem ersten Weltcup in Pesaro teil, wo sie den neunten Platz im Mehrkampf belegte und sich für das Ball-, Band- und Keulenfinale qualifizierte. Sie wurde Siebte in Ball und Band und Vierte bei den Keulen. Beim Weltcup in Sofia wurde sie Vierzehnte im Mehrkampf. Beim Weltcup in Baku wurde sie erneut Vierzehnte im Mehrkampf und qualifizierte sich für das Ball- und Keulenfinale, wo sie Sechste bzw. Vierte wurde. Sie nahm an den Europameisterschaften 2019 in Baku teil, wo sie zusammen mit Wlada Nikoltschenko und der Juniorengruppe Fünfte im Mannschaftswettbewerb wurde. Sie erreichte kein Mehrkampf- und Gerätefinale. Bei der World Challenge Cup in Minsk belegte sie den 14. Platz im Mehrkampf und den siebten Platz im Keulenfinale. Bei den Weltmeisterschaften sollte sie in der Qualifikationsrunde in zwei Disziplinen antreten, wurde jedoch in letzter Minute aus der Aufstellung gestrichen.
Im September 2020 nahm Onoprijenko am Grand-Prix-Finale in Kiew teil, wo sie Mehrkampf-Gold vor den belarussischen Turnerinnen Alina Harnasko und Nastassja Salos gewann. Im Mehrkampf-Finale gewann sie die Goldmedaille am Reifen und die Silbermedaille am Band, hinter Harnasko. Bei den ukrainischen Landesmeisterschaften in Uschhorod errang sie gemeinsam mit Jewa Meleschtschuk die Silbermedaille im Mehrkampf hinter Wlada Nikoltschenko.
Onoprijenko nahm 2021 an ihren ersten Senioren-Europameisterschaften in Warna teil. Zusammen mit ihren Teamkolleginnen Christina Pohranitschna und Wlada Nikolchenko belegte sie mit der Seniorengruppe den fünften Platz im Mannschaftswettbewerb. In der Einzelwertung qualifizierte sie sich für das Mehrkampffinale, das sie als Elfte beendete. Sie qualifizierte sich für das Reifen- und das Keulenfinale, die sie als Achte bzw. Siebte beendete. Anschließend nahm sie am Grand Prix in Tel Aviv teil, wo sie den sechsten Platz im Mehrkampf, den achten Platz im Reifenfinale und den vierten Platz im Ball- und Keulenfinale erreichte.
Onoprijenko und Pohranitschna wurden als Einzelwettkämpferinnen in der Rhythmischen Sportgymnastik ausgewählt, um die Ukraine bei den ins Jahr 2021 verschobenen Olympischen Spielen 2020 in Tokio zu vertreten. Onoprijenko war die jüngste Einzelwettkämpferin der Rhythmischen Sportgymnastik. Sie qualifizierte sich als Neunte für das Mehrkampffinale, gemeinsam mit Pohranitschna. Im Mehrkampffinale wurde sie Zehnte. Nach den Olympischen Spielen nahm sie am Grand-Prix-Finale in Marbella teil, wo sie hinter der russischen Turnerin Lala Kramarenko den zweiten Platz im Mehrkampf belegte. Im Gerätefinale gewann sie die Silbermedaille am Band, die Bronzemedaille am Reifen und an den Keulen und belegte den siebten Platz mit dem Ball. Anschließend nahm sie an den Weltmeisterschaften in Kitakyūshū teil. Sie qualifizierte sich für das Finale mit dem Reifen und den Keulen, wo sie Achte wurde, sowie für das Finale mit dem Ball, wo sie Siebte wurde. Weiterhin nahm sie am Mehrkampffinale teil und belegte den fünften Platz, die Ukraine wurde Vierte im Mannschaftswettbewerb.
Aufgrund der russischen Invasion in der Ukraine musste Onoprijenko im März 2022 die Ukraine verlassen. Seitdem lebt und trainiert sie in Italien. Im April gewann sie beim Weltcup in Sofia ihre erste FIG-Weltcup-Medaille: Bronze im Bandfinale. Im Juni gewann sie dann beim Weltcup in Pesaro ihren ersten Weltcup-Titel, indem sie die italienische Turnerin Sofia Raffaeli im Bandfinale besiegte. Anschließend nahm sie an den Europameisterschaften teil, wo sie Achte im Mehrkampf und Fünfte im Finale mit dem Reifen wurde.
Gemeinsam mit Polina Karika wurde Onoprijenko ausgewählt, die Ukraine bei den World Games 2022 in Birmingham zu repräsentieren. Sie qualifizierte sich für das Reifenfinale, wo sie Achte wurde, und gewann im Bandfinale die Bronzemedaille. Es war das erste Mal seit 2013, dass eine ukrainische Rhythmische Sportgymnastin eine Medaille bei den World Games gewann. Anschließend nahm sie an den Weltmeisterschaften in Sofia teil. Sie wurde Vierte im Mehrkampf- und Ballfinale und Sechste im Keulenfinale, und die ukrainische Mannschaft wurde ebenfalls Vierte.
Bei den Europameisterschaften 2023 in Baku gewann Onoprijenko die Goldmedaille im Reifen-Wettkampf sowie die Bronzemedaille im Team-Wettkampf.
2023 gewann sie bei den Weltmeisterschaften in Valencia die Bronzemedaille im Einzelwettkampf mit den Keulen.

## Persönliches
Onoprijenko kocht gerne und möchte in Zukunft ihr eigenes Restaurant eröffnen. Ihr älterer Bruder Serhij wurde im Juni 2022 als Mitglied der ukrainischen Streitkräfte bei der russischen Invasion der Ukraine getötet.